# Coppa del Mondo di slittino 2007
La Coppa del Mondo di slittino 2006/07, trentesima edizione della manifestazione organizzata dalla Federazione Internazionale Slittino, ebbe inizio il 18 novembre 2006 a Cesana Torinese, in Italia, e si concluse il 18 febbraio 2007 a Sigulda, in Lettonia. Furono disputate trentuno gare, nove nel singolo uomini, nel singolo donne e nel doppio e quattro nella gara a squadre in nove differenti località. Nel corso della stagione si tennero anche i Campionati mondiali di slittino 2007 ad Igls, in Austria, competizione non valida ai fini della Coppa del Mondo.
Le coppe di cristallo, trofeo conferito ai vincitori del circuito, furono assegnate all'italiano Armin Zöggeler per quanto concerne la classifica del singolo uomini, la tedesca Silke Kraushaar-Pielach conquistò il trofeo del singolo donne, la coppia teutonica formata da Patric Leitner e Alexander Resch si aggiudicò la vittoria del doppio e la Germania primeggiò nella classifica della gara a squadre.

## Risultati
| Data                | Località        | Nazione     | Specialità       | Primi classificati                                                           | Secondi classificati                                                     | Terzi classificati                                                      |
| ------------------- | --------------- | ----------- | ---------------- | ---------------------------------------------------------------------------- | ------------------------------------------------------------------------ | ----------------------------------------------------------------------- |
| 18-19 novembre 2006 | Cesana Torinese | Italia      | Donne – Singolo  | Silke Kraushaar-Pielach Germania                                             | Anke Wischnewski Germania                                                | Tatjana Hüfner Germania                                                 |
| 18-19 novembre 2006 | Cesana Torinese | Italia      | Uomini – Singolo | Armin Zöggeler Italia                                                        | Albert Demčenko Russia                                                   | Reinhold Rainer Italia                                                  |
| 18-19 novembre 2006 | Cesana Torinese | Italia      | Uomini – Doppio  | Christian Oberstolz Patrick Gruber Italia                                    | Patric Leitner Alexander Resch Germania                                  | Gerhard Plankensteiner Oswald Haselrieder Italia                        |
| 1º-2 dicembre 2006  | Park City       | Stati Uniti | Donne – Singolo  | Silke Kraushaar-Pielach Germania                                             | Sylke Otto Germania                                                      | Anke Wischnewski Germania                                               |
| 1º-2 dicembre 2006  | Park City       | Stati Uniti | Uomini – Singolo | Armin Zöggeler Italia                                                        | David Möller Germania                                                    | Stefan Höhener Svizzera                                                 |
| 1º-2 dicembre 2006  | Park City       | Stati Uniti | Uomini – Doppio  | Christian Oberstolz Patrick Gruber Italia                                    | Patric Leitner Alexander Resch Germania                                  | Gerhard Plankensteiner Oswald Haselrieder Italia                        |
| 8-9 dicembre 2006   | Calgary         | Canada      | Donne – Singolo  | Tatjana Hüfner Germania                                                      | Silke Kraushaar-Pielach Germania                                         | Anke Wischnewski Germania                                               |
| 8-9 dicembre 2006   | Calgary         | Canada      | Uomini – Singolo | David Möller Germania                                                        | Mārtiņš Rubenis Lettonia                                                 | Stefan Höhener Svizzera                                                 |
| 8-9 dicembre 2006   | Calgary         | Canada      | Uomini – Doppio  | Patric Leitner Alexander Resch Germania                                      | Christian Oberstolz Patrick Gruber Italia                                | Tobias Schiegl Markus Schiegl Austria                                   |
| 8-9 dicembre 2006   | Calgary         | Canada      | Gara a squadre   | Lettonia Andris Šics Juris Šics Majja Tiruma Mārtiņš Rubenis                 | Canada Chris Moffat Mike Moffat Regan Lauscher Jeff Christie             | Stati Uniti Mark Grimmette Brian Martin Courtney Zablocki Tony Benshoof |
| 16-17 dicembre 2006 | Nagano          | Giappone    | Donne – Singolo  | Silke Kraushaar-Pielach Germania                                             | Sylke Otto Germania                                                      | Tatjana Hüfner Germania                                                 |
| 16-17 dicembre 2006 | Nagano          | Giappone    | Uomini – Singolo | Armin Zöggeler Italia                                                        | Albert Demčenko Russia                                                   | Mārtiņš Rubenis Lettonia                                                |
| 16-17 dicembre 2006 | Nagano          | Giappone    | Uomini – Doppio  | Patric Leitner Alexander Resch Germania                                      | Christian Oberstolz Patrick Gruber Italia                                | André Florschütz Torsten Wustlich Germania                              |
| 16-17 dicembre 2006 | Nagano          | Giappone    | Gara a squadre   | Germania David Möller Silke Kraushaar-Pielach Patric Leitner Alexander Resch | Austria Martin Abentung Nina Reithmayer Andreas Linger Wolfgang Linger   | Stati Uniti Tony Benshoof Ashley Hayden Mark Grimmette Brian Martin     |
| 7 gennaio 2007      | Königssee       | Germania    | Donne – Singolo  | Silke Kraushaar-Pielach Germania                                             | Tatjana Hüfner Germania                                                  | Anke Wischnewski Germania                                               |
| 7 gennaio 2007      | Königssee       | Germania    | Uomini – Singolo | Albert Demčenko Russia                                                       | Armin Zöggeler Italia                                                    | David Möller Germania                                                   |
| 7 gennaio 2007      | Königssee       | Germania    | Uomini – Doppio  | Patric Leitner Alexander Resch Germania                                      | Christian Oberstolz Patrick Gruber Italia                                | Sebastian Schmidt André Forker Germania                                 |
| 7 gennaio 2007      | Königssee       | Germania    | Gara a squadre   | Germania Patric Leitner Alexander Resch Silke Kraushaar-Pielach David Möller | Austria Tobias Schiegl Markus Schiegl Nina Reithmayer Daniel Pfister     | Canada Chris Moffat Mike Moffat Regan Lauscher Jeff Christie            |
| 13-14 gennaio 2007  | Oberhof         | Germania    | Donne – Singolo  | Silke Kraushaar-Pielach Germania                                             | Tatjana Hüfner Germania                                                  | Corinna Martini Germania                                                |
| 13-14 gennaio 2007  | Oberhof         | Germania    | Uomini – Singolo | David Möller Germania                                                        | Jan Eichhorn Germania                                                    | Armin Zöggeler Italia                                                   |
| 13-14 gennaio 2007  | Oberhof         | Germania    | Uomini – Doppio  | Christian Oberstolz Patrick Gruber Italia                                    | Patric Leitner Alexander Resch Germania                                  | Gerhard Plankensteiner Oswald Haselrieder Italia                        |
| 20-21 gennaio 2007  | Altenberg       | Germania    | Donne – Singolo  | Silke Kraushaar-Pielach Germania                                             | Natalie Geisenberger Germania                                            | Anke Wischnewski Germania                                               |
| 20-21 gennaio 2007  | Altenberg       | Germania    | Uomini – Singolo | Armin Zöggeler Italia                                                        | David Möller Germania                                                    | Tony Benshoof Stati Uniti                                               |
| 20-21 gennaio 2007  | Altenberg       | Germania    | Uomini – Doppio  | Tobias Schiegl Markus Schiegl Austria                                        | Patric Leitner Alexander Resch Germania                                  | Gerhard Plankensteiner Oswald Haselrieder Italia                        |
| 10-11 febbraio 2007 | Winterberg      | Germania    | Donne – Singolo  | Tatjana Hüfner Germania                                                      | Anke Wischnewski Germania                                                | Natalija Jakušenko Ucraina                                              |
| 10-11 febbraio 2007 | Winterberg      | Germania    | Uomini – Singolo | Armin Zöggeler Italia                                                        | David Möller Germania                                                    | Albert Demčenko Russia                                                  |
| 10-11 febbraio 2007 | Winterberg      | Germania    | Uomini – Doppio  | Patric Leitner Alexander Resch Germania                                      | Gerhard Plankensteiner Oswald Haselrieder Italia                         | Tobias Schiegl Markus Schiegl Austria                                   |
| 10-11 febbraio 2007 | Winterberg      | Germania    | Gara a squadre   | Germania Patric Leitner Alexander Resch Silke Kraushaar-Pielach David Möller | Russia Michail Kuzmič Jurij Veselov Aleksandra Rodionova Albert Demčenko | Austria Tobias Schiegl Markus Schiegl Nina Reithmayer Manuel Pfister    |
| 17-18 febbraio 2007 | Sigulda         | Lettonia    | Donne – Singolo  | Silke Kraushaar-Pielach Germania                                             | Natalija Jakušenko Ucraina                                               | Nina Reithmayer Austria                                                 |
| 17-18 febbraio 2007 | Sigulda         | Lettonia    | Uomini – Singolo | Armin Zöggeler Italia                                                        | Mārtiņš Rubenis Lettonia                                                 | Albert Demčenko Russia                                                  |
| 17-18 febbraio 2007 | Sigulda         | Lettonia    | Uomini – Doppio  | Gerhard Plankensteiner Oswald Haselrieder Italia                             | Christian Oberstolz Patrick Gruber Italia                                | Andreas Linger Wolfgang Linger Austria                                  |

## Classifiche

### Singolo uomini
| Pos. | Nome            | Nazione     | CES | PAC | CAL | NAG | KÖN | OBE | ALT | WIN | SIG | Totale |
| ---- | --------------- | ----------- | --- | --- | --- | --- | --- | --- | --- | --- | --- | ------ |
| 1    | Armin Zöggeler  | Italia      | 1   | 1   | 4   | 1   | 2   | 3   | 1   | 1   | 1   | 815    |
| 2    | David Möller    | Germania    | 4   | 2   | 1   | 4   | 3   | 1   | 2   | 2   | 4   | 705    |
| 3    | Reinhold Rainer | Italia      | 3   | 4   | 7   | 5   | 9   | 6   | 11  | 5   | 8   | 451    |
| 4    | Albert Demčenko | Russia      | 2   | 11  | DNF | 2   | 1   | –   | –   | 3   | 3   | 444    |
| 5    | Stefan Höhener  | Svizzera    | 6   | 3   | 3   | 19  | 4   | 10  | 4   | 10  | 10  | 440    |
| 6    | Mārtiņš Rubenis | Lettonia    | 8   | 23  | 2   | 3   | –   | 4   | 29  | 4   | 2   | 432    |
| 7    | Jan Eichhorn    | Germania    | DNF | 6   | 12  | 6   | 5   | 2   | 5   | 14  | 9   | 394    |
| 8    | Tony Benshoof   | Stati Uniti | 21  | 9   | 11  | 10  | 11  | 16  | 3   | 9   | 6   | 347    |
| 9    | Daniel Pfister  | Austria     | 14  | 14  | 5   | 15  | 8   | 12  | 6   | 8   | 17  | 327    |
| 10   | Martin Abentung | Austria     | 7   | 7   | 9   | 8   | 18  | 17  | 12  | 17  | 11  | 310    |

### Singolo donne
| Pos. | Nome                    | Nazione     | CES | PAC | CAL | NAG | KÖN | OBE | ALT | WIN | SIG | Totale |
| ---- | ----------------------- | ----------- | --- | --- | --- | --- | --- | --- | --- | --- | --- | ------ |
| 1    | Silke Kraushaar-Pielach | Germania    | 1   | 1   | 2   | 1   | 1   | 1   | 1   | 4   | 1   | 845    |
| 2    | Tatjana Hüfner          | Germania    | 3   | 4   | 1   | 3   | 2   | 2   | 4   | 1   | 5   | 685    |
| 3    | Anke Wischnewski        | Germania    | 2   | 3   | 3   | 5   | 3   | 4   | 3   | 2   | 9   | 604    |
| 4    | Nina Reithmayer         | Austria     | –   | 6   | 6   | 6   | 7   | 8   | 5   | 5   | 3   | 418    |
| 5    | Natalija Jakušenko      | Ucraina     | 8   | 11  | 18  | –   | 12  | 9   | 9   | 3   | 2   | 364    |
| 6    | Ashley Hayden           | Stati Uniti | 13  | 8   | 7   | 4   | 18  | 6   | 11  | 8   | 11  | 361    |
| 7    | Veronika Halder         | Austria     | 6   | 12  | 5   | 7   | 14  | 14  | 6   | 11  | 10  | 359    |
| 8    | Martina Kocher          | Svizzera    | 9   | 14  | 9   | 10  | 9   | 5   | 7   | 7   | 15  | 354    |
| 9    | Erin Hamlin             | Stati Uniti | 7   | 5   | 14  | 20  | 6   | 11  | 13  | 12  | 20  | 317    |
| 10   | Sylke Otto              | Germania    | 4   | 2   | 21  | 2   | 4   | –   | –   | –   | –   | 310    |

### Doppio
| Pos. | Nome                                      | Nazione     | CES | PAC | CAL | NAG | KÖN | OBE | ALT | WIN | SIG | Totale |
| ---- | ----------------------------------------- | ----------- | --- | --- | --- | --- | --- | --- | --- | --- | --- | ------ |
| 1    | Patric Leitner Alexander Resch            | Germania    | 2   | 2   | 1   | 1   | 1   | 2   | 2   | 1   | 7   | 786    |
| 2    | Christian Oberstolz Patrick Gruber        | Italia      | 1   | 1   | 2   | 2   | 2   | 1   | 4   | 4   | 2   | 760    |
| 3    | Gerhard Plankensteiner Oswald Haselrieder | Italia      | 3   | 3   | 7   | 9   | 9   | 3   | 3   | 2   | 1   | 589    |
| 4    | Tobias Schiegl Markus Schiegl             | Austria     | 5   | 10  | 3   | 5   | 4   | 5   | 1   | 3   | 5   | 556    |
| 5    | Andreas Linger Wolfgang Linger            | Austria     | 4   | 5   | 6   | 4   | 5   | 9   | 6   | 9   | 3   | 478    |
| 6    | Mark Grimmette Brian Martin               | Stati Uniti | 12  | 4   | 5   | 6   | 7   | 7   | 11  | 6   | 4   | 433    |
| 7    | André Florschütz Torsten Wustlich         | Germania    | 10  | 6   | 4   | 3   | 6   | 6   | 5   | –   | –   | 371    |
| 8    | Juris Šics Andris Šics                    | Lettonia    | 6   | 8   | 8   | 8   | 12  | 14  | 8   | 11  | 8   | 354    |
| 9    | Peter Penz Georg Fischler                 | Austria     | 13  | 12  | 10  | 7   | 10  | 10  | 7   | 7   | 13  | 338    |
| 10   | Chris Moffat Mike Moffat                  | Canada      | 11  | 21  | 11  | 11  | 8   | 12  | 10  | 8   | 11  | 308    |

### Gara a squadre
| Pos. | Nazione     | CAL | NAG | KÖN | WIN | Totale |
| ---- | ----------- | --- | --- | --- | --- | ------ |
| 1    | Germania    | –   | 1   | 1   | 1   | 300    |
| 2    | Canada      | 2   | 4   | 3   | 5   | 270    |
| 3    | Stati Uniti | 3   | 3   | 4   | 4   | 260    |
| 4    | Austria     | –   | 2   | 2   | 3   | 240    |
| 5    | Lettonia    | 1   | 5   | DSQ | 6   | 205    |
| 6    | Russia      | 4   | 7   | DNF | 2   | 191    |
| 7    | Italia      | –   | 6   | 5   | 7   | 151    |
| 8    | Slovacchia  | 5   | –   | 6   | 8   | 147    |
| 9    | Polonia     | 6   | –   | 7   | 9   | 135    |
| 10   | Romania     | 7   | 9   | –   | –   | 85     |